# Follett (Texas)
Follett è un centro abitato degli Stati Uniti d'America situato nella contea di Lipscomb dello Stato del Texas.
La popolazione era di 459 persone al censimento del 2010.

## Storia
Follett è stato fondato nel 1917 come insediamento lungo la ferrovia ATSF e prende il nome dal ingegnere ferroviario Horace Follett.

## Geografia fisica
Follett è situata a 36°25′56″N 100°08′28″W (36.432150, -100.141073) a 792 m s.l.m.
Secondo lo United States Census Bureau, ha un'area totale di un miglio quadrato (2,6 km²).
Secondo la classificazione dei climi di Köppen ha un clima semiarido BSk.

## Società

### Evoluzione demografica
Secondo il censimento del 2000, c'erano 412 persone, 174 nuclei familiari e 112 famiglie residenti nella città. La densità di popolazione era di 425,1 persone per miglio quadrato (164,0/km²). C'erano 242 unità abitative a una densità media di 249,7 per miglio quadrato (96,3/km²). La composizione etnica della città era formata dal 91,75% di bianchi, l'1,46% di nativi americani, il 6,07% di altre razze, e lo 0,73% di due o più etnie. Ispanici o latinos di qualunque razza erano il 7,28% della popolazione.
C'erano 174 nuclei familiari di cui il 28,2% aveva figli di età inferiore ai 18 anni, il 56,9% aveva coppie sposate conviventi, il 6,9% aveva un capofamiglia femmina senza marito, e il 35,1% erano non-famiglie. Il 33,3% di tutti i nuclei familiari erano individuali e il 21,8% aveva componenti con un'età di 65 anni o più che vivevano da soli. Il numero di componenti medio di un nucleo familiare era di 2,37 e quello di una famiglia era di 3,04.
La popolazione era composta dal 26,5% di persone sotto i 18 anni, il 5,6% di persone dai 18 ai 24 anni, il 21,8% di persone dai 25 ai 44 anni, il 26,5% di persone dai 45 ai 64 anni, e il 19,7% di persone di 65 anni o più. L'età media era di 42 anni. Per ogni 100 femmine c'erano 89,9 maschi. Per ogni 100 femmine dai 18 anni in giù, c'erano 83,6 maschi.
Il reddito medio di un nucleo familiare era di 29.583 dollari e quello di una famiglia era di 36.000 dollari. I maschi avevano un reddito medio di 33.750 dollari contro i 15.781 dollari delle femmine. Il reddito pro capite era di 16.315 dollari. Circa il 12,3% delle famiglie e il 17,3% della popolazione erano sotto la soglia di povertà, incluso il 21,0% di persone sotto i 18 anni e il 24,4% di persone di 65 anni.
1. 1 2 3  (EN) American FactFinder, United States Census Bureau.
2. ↑  (EN) US Gazetteer files: 2010, 2000, and 1990, United States Census Bureau. URL consultato il 1º maggio 2019 (archiviato dall'url originale il 27 maggio 2002).